# بوريس ستيفانوف
بوريس ستيفانوف (بالرومانية: Boris Ştefanov) هو صحفي وسياسي روماني، ولد في 8 أكتوبر 1883 في بلغاريا، وتوفي في 11 أكتوبر 1969 في بلغاريا بسبب حادث مرور. حزبياً، نشط في الحزب الشيوعي الروماني. وقد انتخب عضو مجلس النواب في رومانيا.